# Sogndalsfjøra
Sogndalsfjøra település Norvégia Vestland megyéjében, a közigazgatási Sogndal község területén. A mindennapi életben rövidítve, a Sogndal elnevezés a településre is használatos. Lakosainak száma 4388 (2024).

## Elhelyezkedésre
A Sogne-fjord egyik ágánál, a Sogndals-fjord partján helyezkedik el, ott ahol a Sogndalselvi folyó a fjordba ömlik. A települést északról és délről hegyek veszik körül, a Skjeggen 738 méter magas.
A környéken nincs jelentősebb település, a legközelebbi kistérségi központok is több mint 100 km közúti távolságra vannak. Távolságok Sogndalsfjøra településtől: Førde  (102 km), Vossevangen (135 km), Bergen (236 km), Oslo (313 km)

## Története
Sogndalsfjøra már a 17. században lakott volt. Az állandó lakosok száma 1701-re elérte a 60-70 főt, egy évszázaddal később a lakosság száma 222-re nőtt, 1900-ra pedig 422 lakost tartottak nyilván. A 19. század vége felé az ipari bázis kiszélesedett és megerősödött. 1881-ben a településen már voltak szobafestők, aranyműves, nyergesek, ácsok, cipészek, órásmesterek, bádogosok és hentesek. Tíz évvel később Sogndalsfjørának már saját biztosítási ügynöke, telefonkezelője, fényképésze és nyomdásza is volt. Sogndalsfjøra ekkor vált a kereskedelem és az oktatás központjává. A 19. század közepétől kezdve gyufaszálgyár működött, később egy gyapjúmalom, valamint egy üdítőital- és gyümölcslé-palackozó üzem jött létre. 1911-ben egy 200 kilowattos generátorral rendelkező vízerőművet építettek itt. Ez volt a régió egyik első erőműve, sőt az egyik első a vidéki Norvégiában. A folyó túloldalán 1893-ban létrehozták a Stedje malmot, ami egészen az 1960-as évekig működött. A 2000-es évektől fejlődésnek indult, a lakosság száma folyamatosan növekszik.
2020. január 1-jén jelentős önkormányzat területi összevonásokra került sor. A közigazgatási Sogndal község önkormányzat egyesült Leikanger község önkormányzattal és Balestrand község önkormányzatának nagy részével (kivéve Nesse területét, amely Høyangerbe olvadt). A közigazgatási központot ekkor Sogndalsfjørából Hermansverkbe helyezték át. 

## Szerepe
A 2020-as önkormányzati egyesülést követően ugyan nem Sogndalsfjøra, hanem a tőle 20 km-re található 2228 lakosú Hermansverk (Leikanger) lett Sogndal község területének a közigazgatási központja, ennek ellenére Sogndalsfjøra a kereskedelem, az oktatás és a kultúra térségi központja.
Sogndal ipara hagyományosan a mezőgazdasági és erdészeti termékek feldolgozása köré összpontosul. A közelben található Kaupanger Ipari Park számos nagyobb vállalatnak ad otthont. Itt működik a limonádét, szörpöt, gyümölcslevet és lekvárt gyártó Lerum Industries A/S, valamint a Gilde vállalat, amely pácolt húskészítményekre specializálódott. A régió számos közszolgáltatási funkciója szintén Sogndalban található.
Sogndalsfjøra a térség oktatási központja A településen van középiskola, ezen kívül pedig a Nyugat-Norvégiai Alkalmazott Tudományok Egyetem (Høgskulen på Vestlandet) egyik kampusza és a Nyugat-norvégiai Kutatóintézet (Vestlandsforsking) is itt működik.  Sogndalsfjøra a belső-Sogni regionális rendőrkapitányság központja.
Sogndalsfjøra több üzlettel rendelkezik és a régió legnagyobb bevásárlóközpontja is itt található. A 2012-ben megnyitott Amfi-Sogningen bevásárlóközpont 42 üzletet foglal magába.
Több szálloda is működik, ezek közül a Quality Hotel Sogndal négycsillagos kategóriájú, a Best Western Lægreid Hotell 3 csillagos, míg a Hofslund Fjord Hotel 1912.óta működik.
Sogndal labdarúgócsapata a Sogndal Fotball, a településen pedig stadion is van.
A Sogndal repülőtér (Haukåsen) Sogndalsfjøra-tól délre fekszik, ahonnan naponta vannak járatok Ørsta-Volda, Sandane, Bergen és Oslo–Gardermoen repülőtereire.

## Népesség
| Év   | Népesség száma (fő) |
| 2000 | 2653                |
| 2013 | 3547                |
| 2024 | 4388                |

## Híres szülöttei
- Liv Signe Navarsete (1958–), politikus
- Eva Weel Skram (1985–), zeneszerző
- Tone Damli (1988–), énekesnő

## Képek

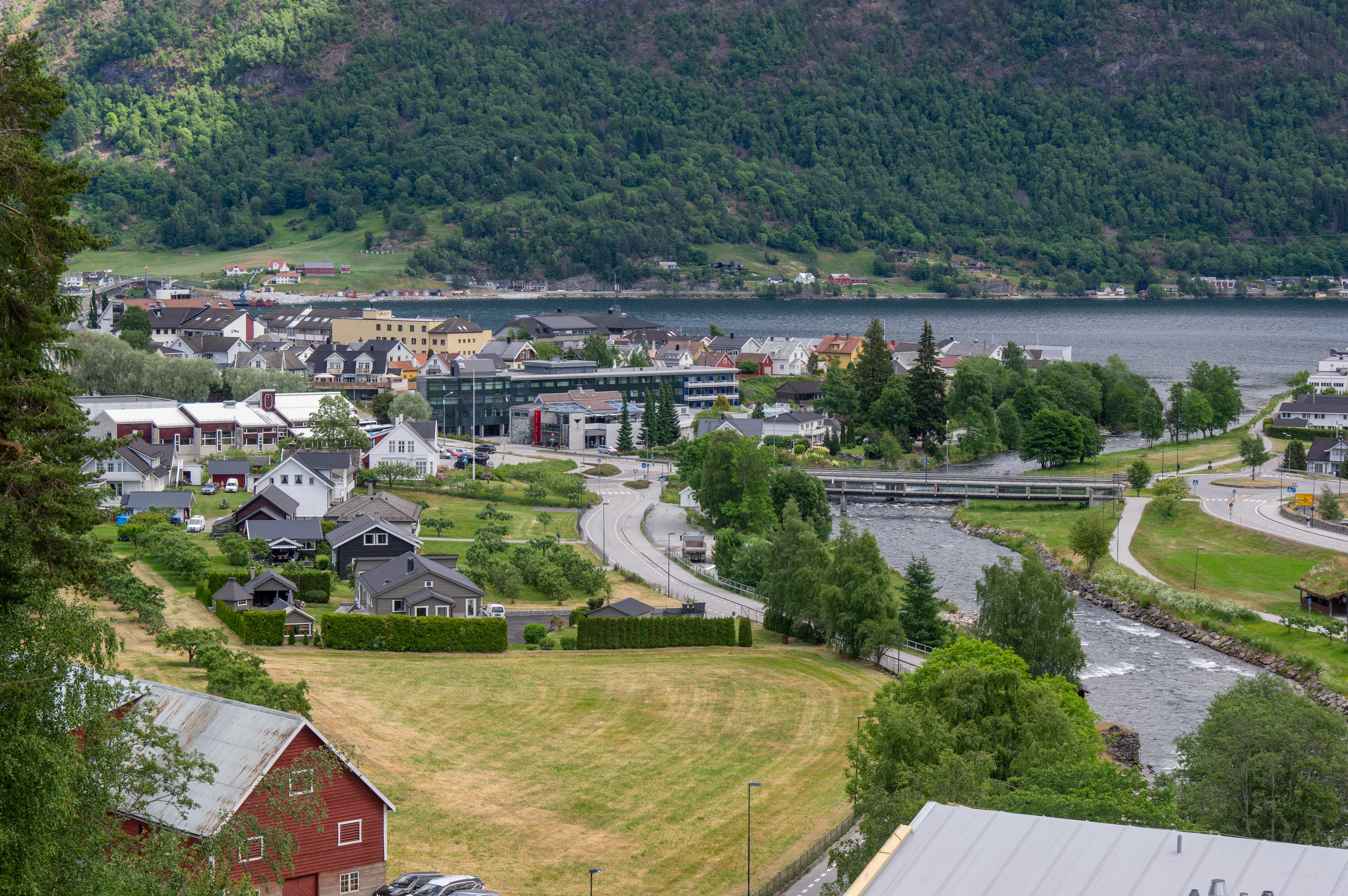
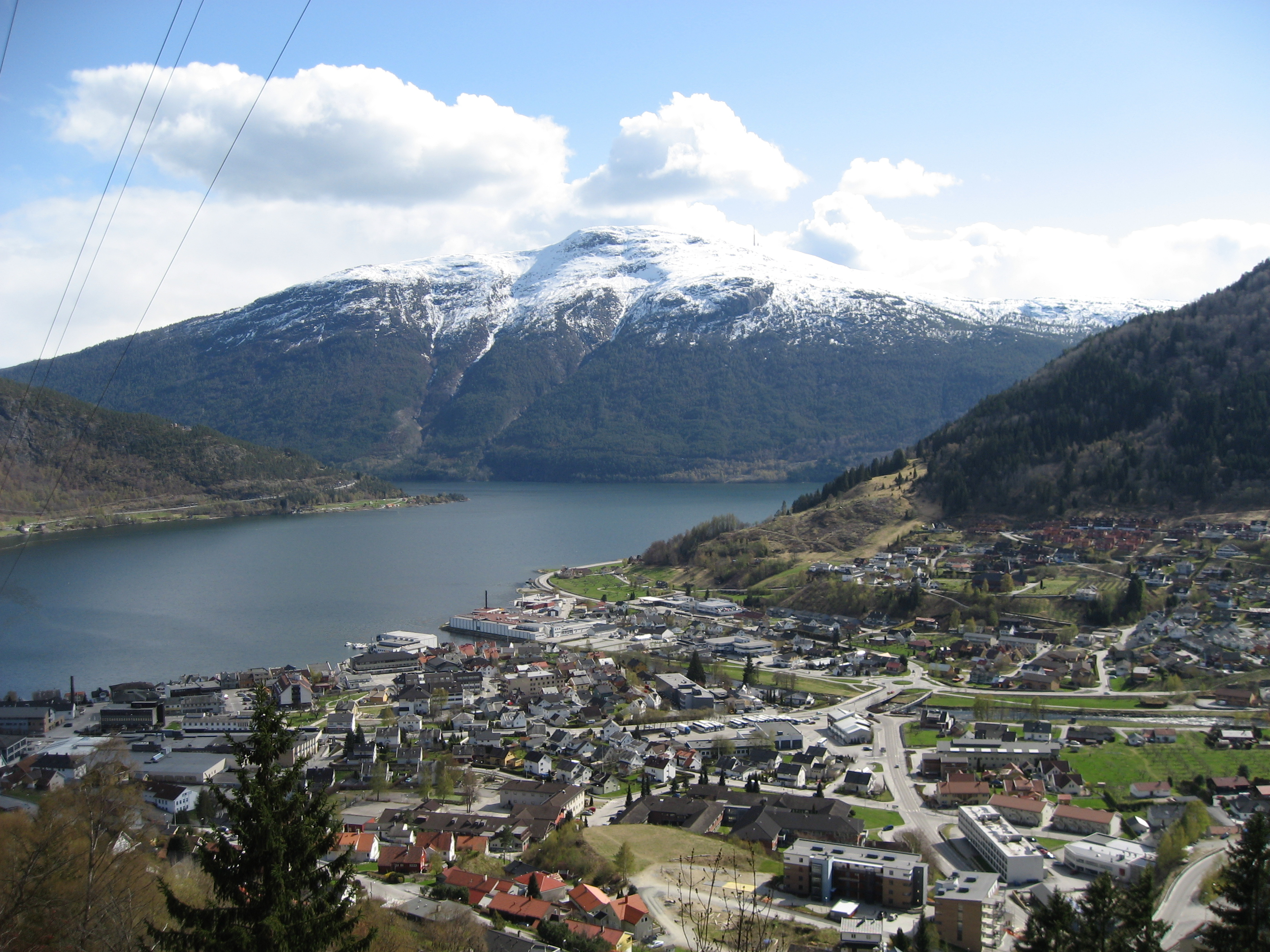
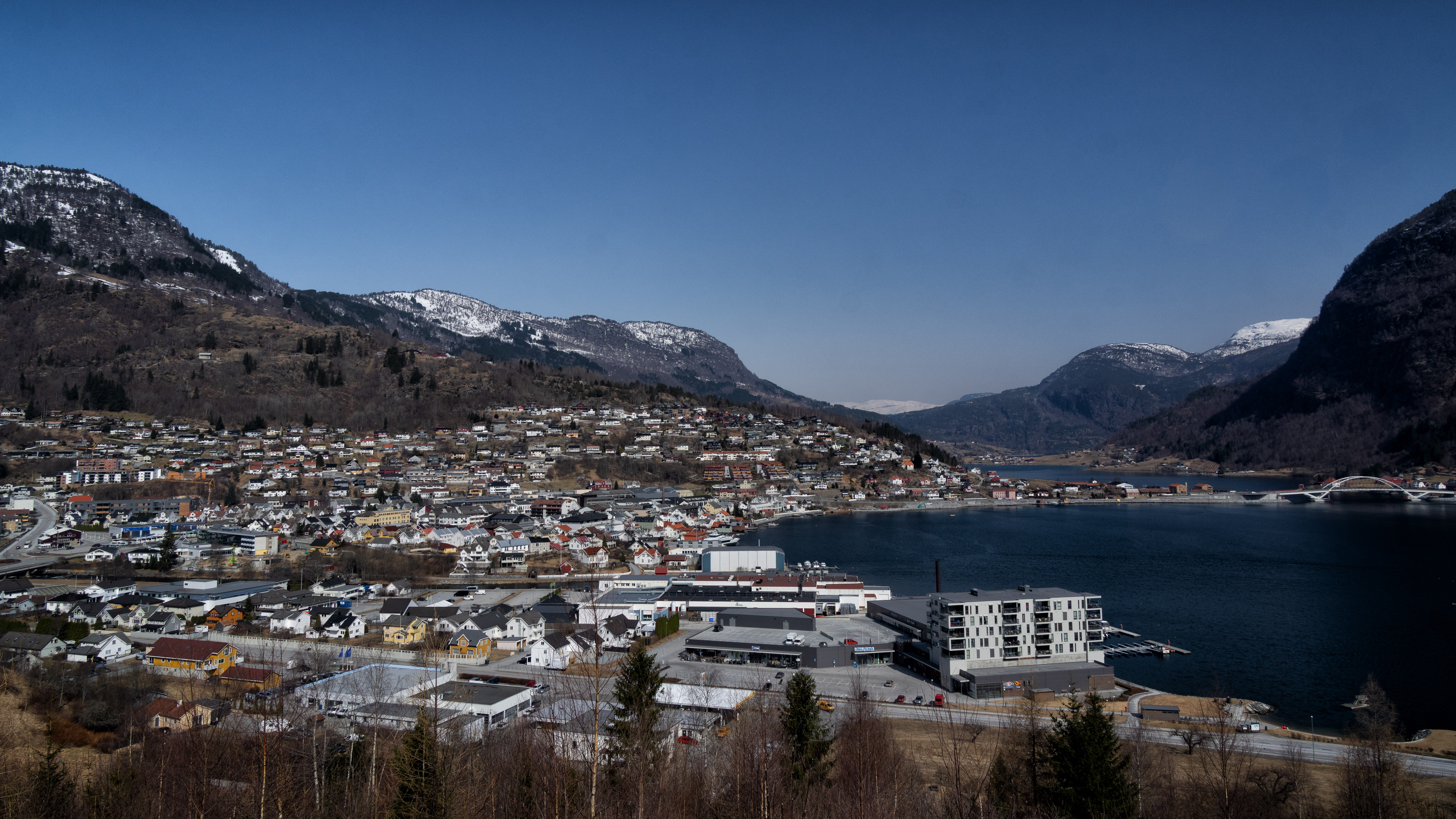
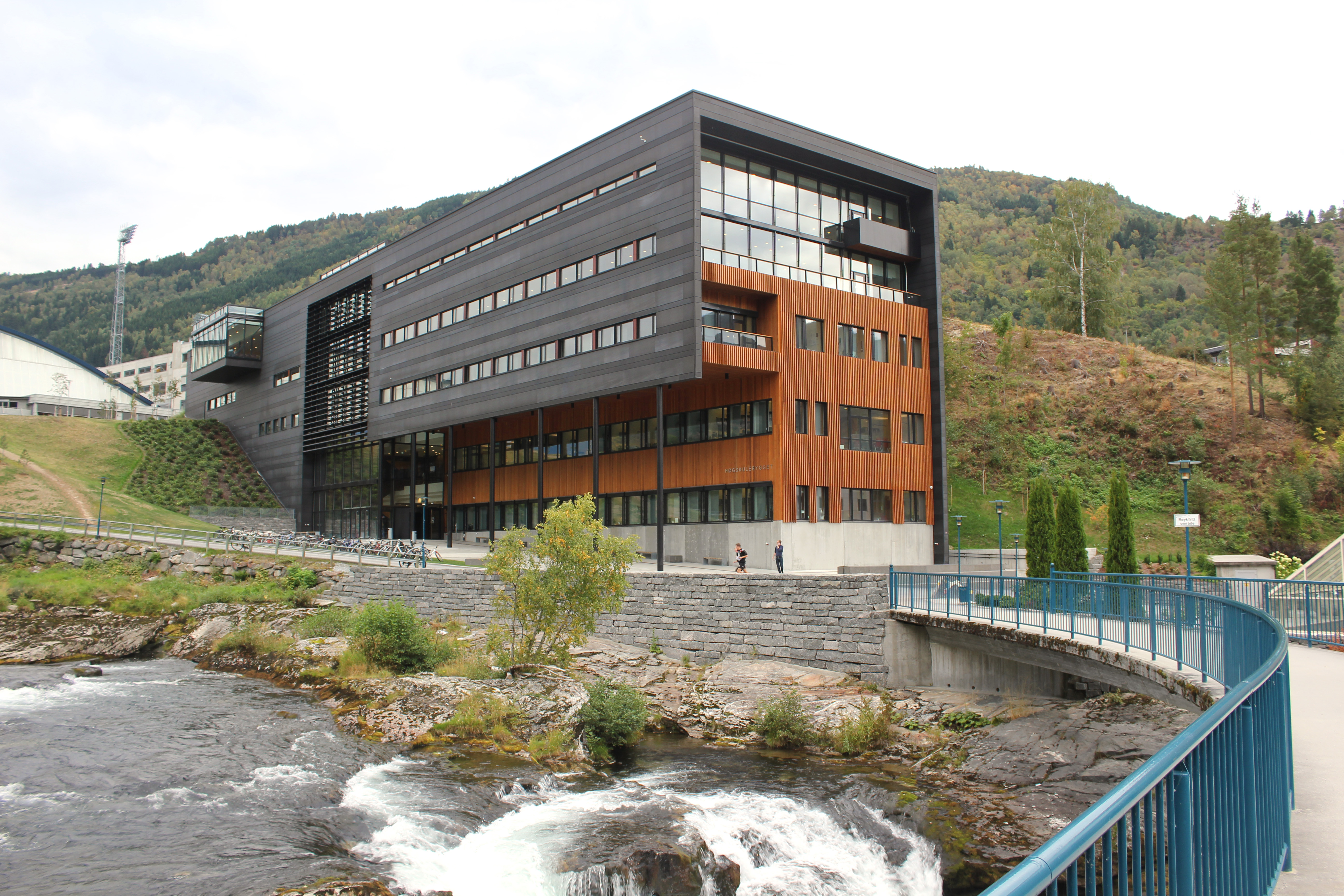
A főiskola főépülete
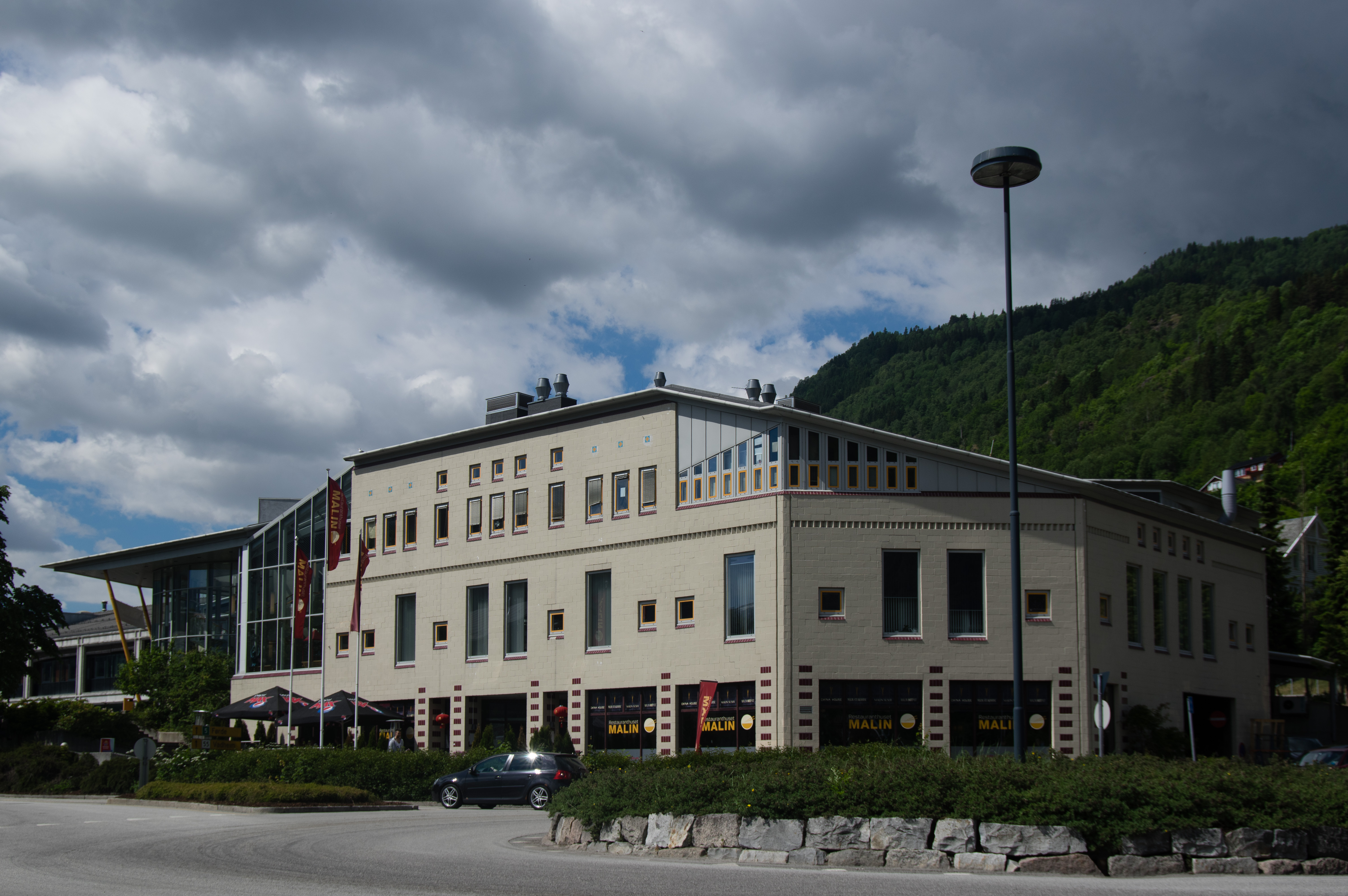
Sogndal Kulturhus